# Мюрц
Мюрц  (нем. Mürz) — река в Австрии, в федеральной земле Штирия, левый приток Мура. Длина реки — 98 км, средний расход — 7 м³/с в среднем течении у посёлка Нойберг-ан-дер-Мюрц, 20 м³/с у города Капфенберг ближе к устью.
Мюрц образуется в деревне Нойвальд (округ Мюрццушлаг) слиянием двух небольших рек: Штилле-Мюрц и Кальте-Мюрц. В среднем и нижнем течении формирует глубокую долину S-образной формы. Бо́льшую часть течения реки от города Мюрццушлаг до устья реку сопровождает Южная железная дорога и автобан S6, проложенные по долине Мюрца параллельно.
Мюрц впадает в Мур в черте городе Брукк-ан-дер-Мур.
Главные города на реке — Мюрццушлаг, Киндберг, Капфенберг, Брукк-ан-дер-Мур. В посёлке Нойберг-ан-дер-Мюрц на берегу Мюрца расположен архитектурный комплекс Нойбергского монастыря.
Вода в реке отличается чистотой, Мюрц богат рыбой. Долина Мюрца — популярное место природного туризма, рыбалки и каякинга. В долине реки создан природный парк Мюрцер-Оберланд.